# Municipio de Sáric
El Municipio de Sáric es uno de los 72 municipios que integran el estado mexicano de Sonora, se encuentra en el extremo norte del territorio en la frontera con Estados Unidos. Su cabecera es el pueblo de Sáric.

## Geografía
El municipio de Sáric se encuentra en el extremo norte del estado de Sonora, tiene una extensión de 1676,23 km² y sus límites son al oeste con el de Altar, al sur con el Tubutama, al sureste con el de Magdalena y al este con el de Nogales.

### Orografía e hidrografía
El territorio municipal es mayormente montañoso aunque sin alcanzar alturas considerables, sus montañas son las que conforman el extremo oriental del Desierto de Altar.
La principal corriente del municipio es el río Altar, que proveniente de Estados Unidos ingresa al territorio donde es aprovechada para el riego agrícola y continúa hacia el vecino municipio de Tubutama donde es represado. Además existe el arroyo que desciende de las montañas únicamente en época de lluvias.

### Clima y ecosistemas
El clima que se registra en el municipio de Sáric se encuentra clasificado como seco semicálido, las temperaturas promedio son de 27,3 °C máxima y de 8,3 °C mínima. El clima es propio del desierto, con lluvias escasas que se registran principalmente en los meses de junio y julio.
La principal vegetación del municipio está conformada por matorral, nopaleras y cardonales, así como mezquite y pastizales. Entre las principales especies animales se encuentran víbora de cascabel, puma, venado cola blanca, berrendo, puerco espín, camaleón y aves como tórtola, lechuza y golondrina entre otros.

## Demografía
Según el censo de población y vivienda llevado a cabo en 2010 por el Instituto Nacional de Estadística y Geografía, la población del municipio de Sáric es de 2703 personas, de las cuales 1423 son hombres y 1280 mujeres.

### Localidades
Sáric tiene un total de 49 localidades, de las cuales las principales y su población son las siguientes:
| Localidad       | Población |
| Total Municipio | 2703      |
| Sásabe          | 1295      |
| Sáric           | 892       |
| Cerro Prieto    | 353       |

## Política
El gobierno del municipio le corresponde al Ayuntamiento, el cual es electo para un periodo de tres años no reelegibles para el periodo inmediato, pero sí de forma alternada. El ayuntamiento está conformado por el presidente municipal, un síndico y un Cabildo integrado por cinco regidores, tres electos por el principio de mayoría y dos por el de representación proporcional.